# Lake Nanda
Lake Nanda är en sjö i Antarktis. Den ligger i Östantarktis. Norge gör anspråk på området. Nanda ligger 117 meter över havet. Den ligger vid sjöarna  Predgornoe Shel'fovoe Kamala Sunanda och Karovoevatnet.
I övrigt finns följande vid Nanda:
- Kamala (en sjö)
- Sunanda (en sjö)